# OTI Energy
Die OTI Energy SA mit Sitz in Lugano ist eine Schweizer Gesellschaft mit Fokus auf Unternehmen, die hauptsächlich im Energiesektor tätig sind. Die Gesellschaft ist an der Schweizer Börse SIX Swiss Exchange kotiert.
Die OTI Energy hält insbesondere Mehrheitsbeteiligungen an den italienischen Gesellschaften Prodena Srl, Lugo Srl und Enerproject Srl, welche alle in der Energieproduktion tätig sind.

## Geschichte
Die Gesellschaft wurde 1998 unter dem Namen Top-T Investment AG mit Sitz in Glattfelden gegründet. Ihr anfänglicher Zweck war, hauptsächlich am Aktienmarkt in Unternehmen aus den Bereichen Informationstechnologie und Medizinaltechnik zu investieren. Nachdem das Unternehmen im Mai 2000 durch einen IPO an die Börse gebracht wurde, erfolgte ein Jahr später die Umbenennung in optic - optical technology investments AG.
Nach einem öffentlichen Tauschangebot ging die Gesellschaft im Dezember 2002 mit einem Anteil von 76,49 % mehrheitlich in den Besitz der Deutschen Effecten- und Wechsel-Beteiligungsgesellschaft AG über. Damit verbunden war die Ausweitung des Unternehmenszweckes auf Beteiligungen im Bereich der optischen Technologien.
Ein Jahr später, im Dezember 2003, erwarb die in Lugano ansässige Ceren Energia SA (heute: F.I.S.I. SA) die Aktienmehrheit. Mit dem Eigentümerwechsel ging eine Neuausrichtung mit Fokus auf Beteiligungen im Energiesektor sowie die Umbenennung in OTI Energy AG einher. Nachdem OTI Energy bereits seit Sommer 2004 eine Minderheitsbeteiligung von 21 % an der italienischen Hydro Drilling International SpA hielt, wurde der Anteil im Mai 2008 auf eine Mehrheitsbeteiligung von 51 % erhöht. Ende 2010 gab OTI Energy den Verkauf der Beteiligung an Hydro Drilling International SpA bekannt und fokussiert sich seither auf Gesellschaften, die im Bereich der erneuerbaren Energien, insbesondere Wasserkraftwerke, tätig sind. Heute liegen die Aktien der OTI Energy SA im Streubesitz, mit 5 bedeutenden Aktionären, die Aktienpakete von mindestens 3 % halten. Kein Aktionär hält mehr als 25 % des Aktienkapitals.